# St. Leonhard (Adelsberg)

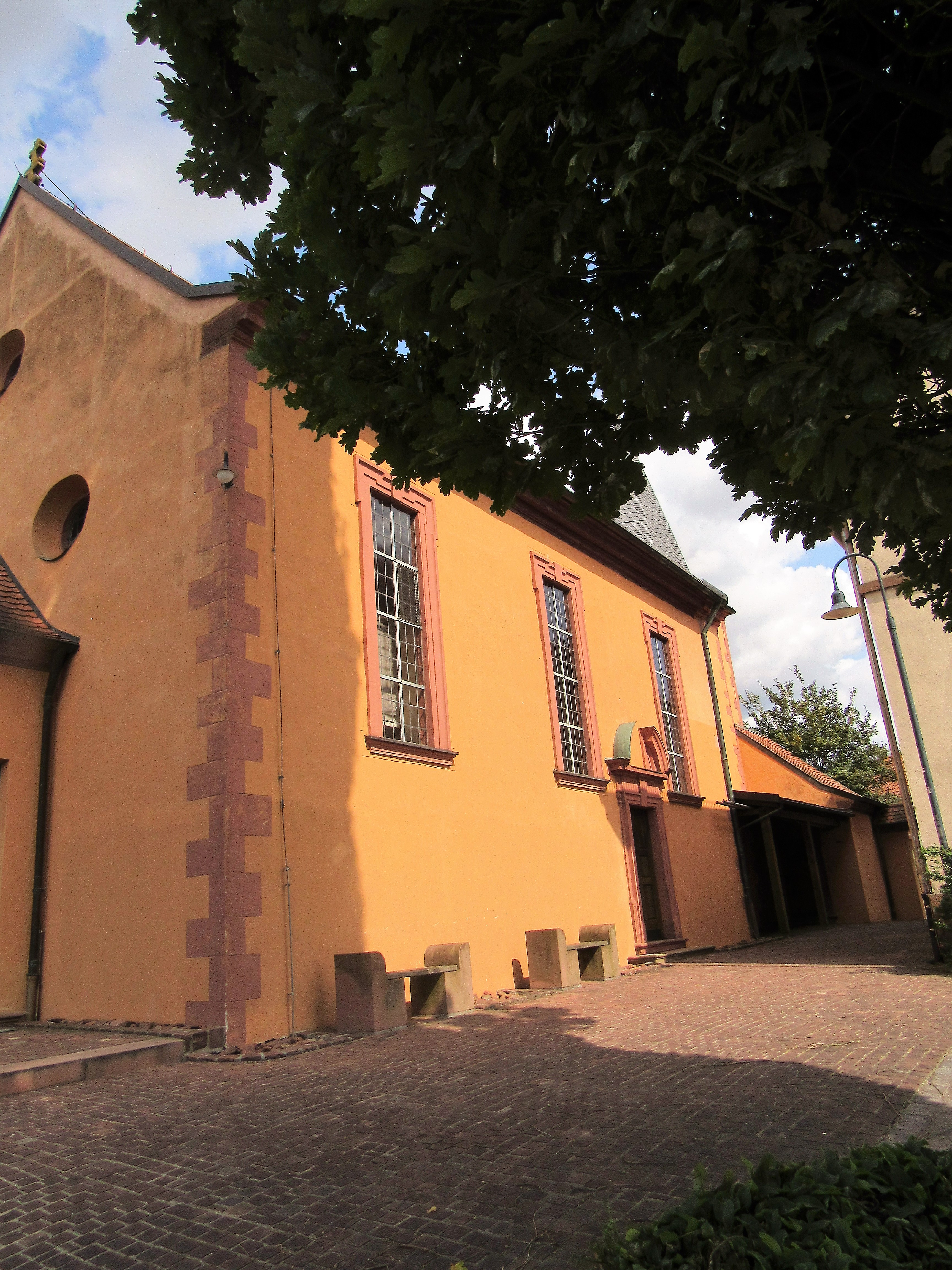
Die Kirche in Adelsberg

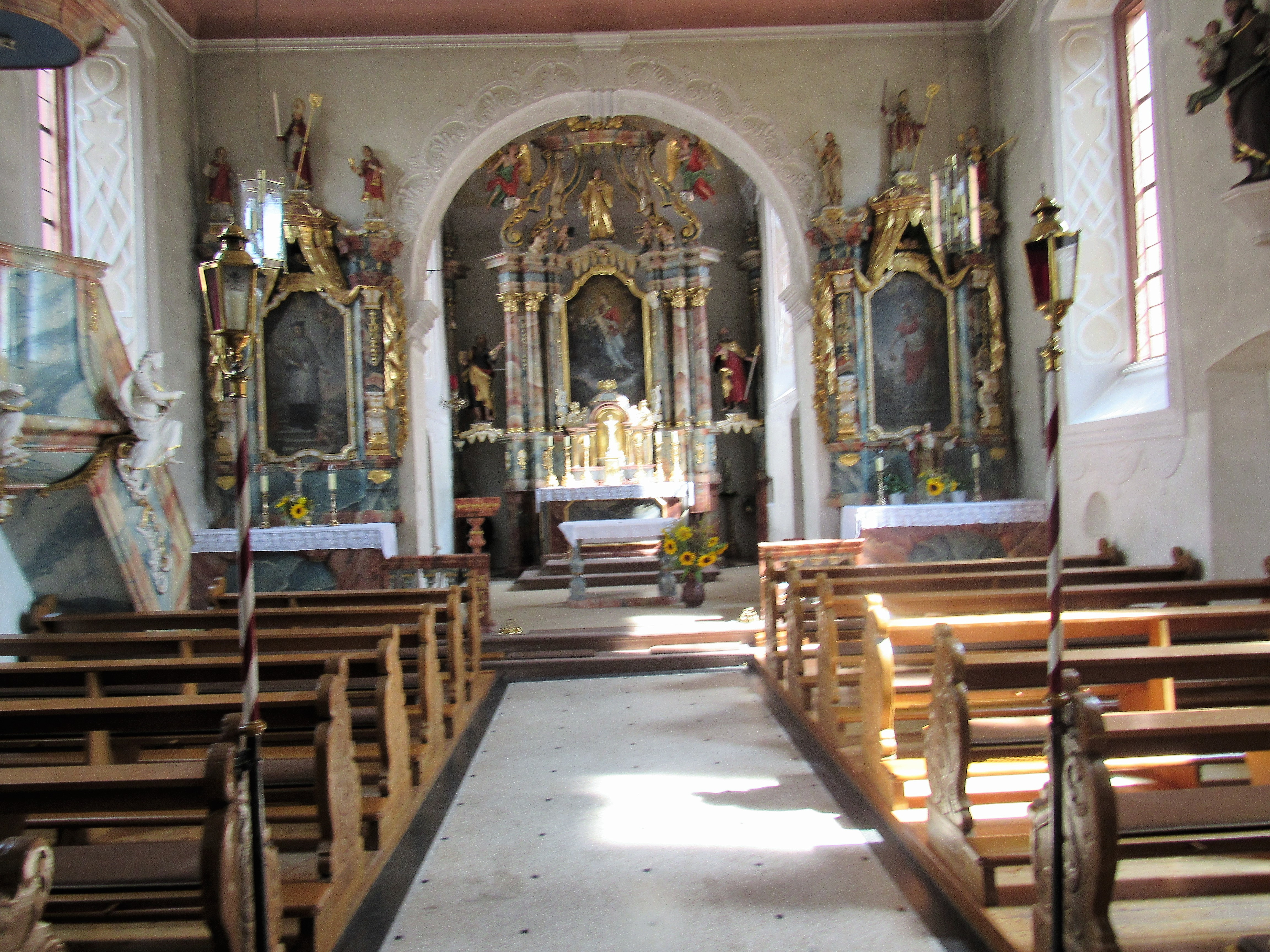
Innenraum der Kirche

Die römisch-katholische Filialkirche St. Leonhard ist die Dorfkirche von Adelsberg, einem Stadtteil von Gemünden am Main im unterfränkischen Landkreis Main-Spessart. Die Kirche gehört zu den Baudenkmälern von Gemünden am Main und ist unter der Nummer D-6-77-131-55 in der Bayerischen Denkmalliste registriert. Adelsberg ist ein Teil der Pfarreiengemeinschaft „Unter der Homburg“.

## Geschichte
Adelsberg war eine Filiale der seit dem Jahr 1233 bestehenden Pfarrei Karsbach und wechselte im Jahr 1596 zur neu gegründeten Pfarrei Wernfeld. Eine erste Kirche entstand im Jahr 1335. Von ihr ist der Kirchturm heute noch erhalten. Chor und Langhaus wurden im Jahr 1732 erbaut.

## Beschreibung
Der kompakte ehemalige Chorturm steht im Osten. Er hat ein Zeltdach und rundbogige Schallfenster. Sein Untergeschoss mit Kreuzgewölbe ist heute die Sakristei. Westlich schließen sich der gerade geschlossene Chor und das Langhaus an, die beide flachgedeckt sind. Der Chor weist eine, das Langhaus drei  Fensterachsen auf. Die Fenster sind Segmentbögen.

## Ausstattung
Die Ausstattung stammt aus der Bauzeit. Die drei Altarblätter schuf der Maler Georg Martin Bolster. Am Hochaltar ist die Muttergottes mit Kind zwischen Figuren der Heiligen Petrus und Paulus dargestellt. Das Altarblatt des linken Seitenaltars zeigt den heiligen Johannes Nepomuk, das des rechten Seitenaltars den heiligen Florian. Die Kanzel an der nördlichen Langhauswand ist mit Figuren der vier Evangelisten versehen. Die Orgel ist auf der westlichen Empore aufgestellt. Die Glocken von datieren 1888 und 1952. Die Töne  sind a′ − c″.